# العلاقات البريطانية الإيطالية
العلاقات البريطانية الإيطالية هي العلاقات الثنائية التي تجمع بين المملكة المتحدة وإيطاليا.

## مقارنة بين البلدين
هذه مقارنة عامة ومرجعية للدولتين:
| وجه المقارنة                                              | المملكة المتحدة                 | إيطاليا                                                  |
| --------------------------------------------------------- | ------------------------------- | -------------------------------------------------------- |
| المساحة (كم2)                                             | 242.50 ألف                      | 301.34 ألف                                               |
| عدد السكان (نسمة)                                         | 66.02 مليون                     | 60.60 مليون                                              |
| الكثافة السكانية (ن./كم²)                                 | 272.25                          | 201.1                                                    |
| العاصمة                                                   | لندن                            | روما، فلورنسا، تورينو                                    |
| اللغة الرسمية                                             | لغة إنجليزية، اللغة الويلزية    | اللغة الإيطالية                                          |
| العملة                                                    | جنيه إسترليني                   | يورو، ليرة إيطالية                                       |
| الناتج المحلي الإجمالي (بليون دولار)                      | 2.62 تريليون                    | 1.93 تريليون                                             |
| الناتج المحلي الإجمالي (تعادل القوة الشرائية) بليون دولار | 2.72 تريليون                    | 2.26 تريليون                                             |
| الناتج المحلي الإجمالي الاسمي للفرد دولار أمريكي          | 43.88 ألف                       | 29.96 ألف                                                |
| الناتج المحلي الإجمالي للفرد دولار أمريكي                 | 40.23 ألف                       | 35.46 ألف                                                |
| مؤشر التنمية البشرية                                      | 0.907                           | 0.873                                                    |
| رمز المكالمات الدولي                                      | +44                             | +39                                                      |
| رمز الإنترنت                                              | .uk، .gb                        | .it                                                      |
| المنطقة الزمنية                                           | توقيت غرينيتش، توقيت غرب أوروبا | توقيت وسط أوروبا، ت ع م+01:00، ت ع م+02:00، أوروبا/روما ‏ |

## مدن متوأمة
في ما يلي قائمة باتفاقيات التوأمة بين مدن بريطانية وإيطالية:
- ترتبط تشستر مع سينيغاليا باتفاقية توأمة.
- ترتبط ليك مع استي باتفاقية توأمة.
- ترتبط كارديف مع باري باتفاقية توأمة منذ 1955.
- ترتبط Burton Latimer [الإنجليزية]‏ مع ماغرا كاستلنوفو [الإنجليزية]‏ باتفاقية توأمة.
- ترتبط كامبريدج مع جيتا باتفاقية توأمة منذ 1965.
- ترتبط أبرغافني [الإنجليزية]‏ مع سارنو باتفاقية توأمة.
- ترتبط شفيلد مع ماشيراتا باتفاقية توأمة منذ 1950.
- ترتبط كولشيستر مع إيمولا باتفاقية توأمة منذ 1972.
- ترتبط إكزتر مع تيراتشينا باتفاقية توأمة منذ 1957.
- ترتبط Broxbourne [الإنجليزية]‏ مع سوتيرا باتفاقية توأمة.
- ترتبط Helston [الإنجليزية]‏ مع ساسو ماركوني باتفاقية توأمة.
- ترتبط Bridgwater [الإنجليزية]‏ مع بلدة بيفيرنو باتفاقية توأمة.
- ترتبط كانتربيري مع سيرتالدو باتفاقية توأمة.
- ترتبط إدنبرة مع فلورنسا باتفاقية توأمة منذ 1954.[17][17][17][18]
- ترتبط غلاسكو مع تورينو باتفاقية توأمة منذ 1985.
- ترتبط Devizes [الإنجليزية]‏ مع ييزي باتفاقية توأمة.
- ترتبط واتفورد مع بيزارو باتفاقية توأمة منذ 1956.
- ترتبط Prestwick [الإنجليزية]‏ مع أريكتشيا باتفاقية توأمة.
- ترتبط ماسلبره مع روزينانو ماريتيمو باتفاقية توأمة.
- ترتبط Hawkhurst [الإنجليزية]‏ مع Oriolo Romano [الإنجليزية]‏ باتفاقية توأمة.
- ترتبط ألتون [الإنجليزية]‏ مع مونتيكيو ماجيوري باتفاقية توأمة.
- ترتبط يوفيل مع ساماراتي باتفاقية توأمة.
- ترتبط تشيلمسفورد مع بينيفنتو باتفاقية توأمة.
- ترتبط أبينغدون أون تيمز [الإنجليزية]‏ مع لوكا باتفاقية توأمة.
- ترتبط بارنستيبل [الإنجليزية]‏ مع سوسا باتفاقية توأمة.
- ترتبط بيدفورد مع روفيغو باتفاقية توأمة منذ 1977.
- ترتبط مدينة ولز مع فونتانيلاتو باتفاقية توأمة.
- ترتبط أكسفورد مع قطانية باتفاقية توأمة منذ 1947.
- ترتبط سانت ألبانز مع فانو باتفاقية توأمة منذ 1995.
- ترتبط ستون [الإنجليزية]‏ مع بانياكافالو باتفاقية توأمة.
- ترتبط سوانزي مع فيرارا باتفاقية توأمة منذ 1957.
- ترتبط Sherborne [الإنجليزية]‏ مع بيلاجيو باتفاقية توأمة.
- ترتبط East Grinstead [الإنجليزية]‏ مع فربانيا باتفاقية توأمة.
- ترتبط Maybole [الإنجليزية]‏ مع أركو باتفاقية توأمة.
- ترتبط نيوبري [الإنجليزية]‏ مع فيلتر باتفاقية توأمة.
- ترتبط للنفيربوللغوينغيلل مع إنا باتفاقية توأمة.
- ترتبط بيركنهيد [الإنجليزية]‏ مع لاتينا باتفاقية توأمة.
- ترتبط Llanberis [الإنجليزية]‏ مع موربينو باتفاقية توأمة.
- ترتبط ويمبلينغتون مع مورازون باتفاقية توأمة.
- ترتبط Haltwhistle [الإنجليزية]‏ مع Valentano [الإنجليزية]‏ باتفاقية توأمة.
- ترتبط لودلو [الإنجليزية]‏ مع San Pietro in Cariano [الإنجليزية]‏ باتفاقية توأمة منذ 1992.
- ترتبط بيتربرة مع فورلي باتفاقية توأمة منذ 1957.[19][19][19][19]
- ترتبط بورتسموث مع ريدجو كالابريا باتفاقية توأمة منذ 1950.
- ترتبط North Lanarkshire [الإنجليزية]‏ مع كامبي بيزنسيو باتفاقية توأمة منذ 1962.
- ترتبط برمنغهام مع ميلانو باتفاقية توأمة منذ 20 يونيو 1973.[20][20][20][20]
- ترتبط Biddulph [الإنجليزية]‏ مع فوسينيانو باتفاقية توأمة.
- ترتبط ساوثهامبتون مع ترييستي باتفاقية توأمة.[21]
- ترتبط مقاطعة ناحية نيث بورت طالبوت [الإنجليزية]‏ مع أوديني باتفاقية توأمة منذ 1996.[22]
- ترتبط تشيتشستر مع فورلي باتفاقية توأمة.
- ترتبط ديربيشاير مع مقاطعة أسكولي بيتشينو باتفاقية توأمة.
- ترتبط Brading [الإنجليزية]‏ مع أرناسكو باتفاقية توأمة.
- ترتبط Borough of Broxbourne [الإنجليزية]‏ مع سوتيرا باتفاقية توأمة.
- ترتبط لوثيان الشرقية مع بارجا باتفاقية توأمة.
- ترتبط Bicester [الإنجليزية]‏ مع نوفي ليغوري باتفاقية توأمة.
- ترتبط وندسور و ميدينهيد [الإنجليزية]‏ مع فراسكاتي باتفاقية توأمة منذ 1960.
- ترتبط رومزي [الإنجليزية]‏ مع تريفيجليو باتفاقية توأمة.

## منظمات دولية مشتركة
يشترك البلدان في عضوية مجموعة من المنظمات الدولية، منها:
| علم المنظمة | اسم المنظمة                                  | تاريخ انضمام المملكة المتحدة | تاريخ انضمام إيطاليا |
| ----------- | -------------------------------------------- | ---------------------------- | -------------------- |
|             | مجموعة العشرين                               | 26 سبتمبر 1999               | ?                    |
|             | منظمة التعاون الاقتصادي والتنمية             | 2 مايو 1961                  | 29 مارس 1962         |
|             | منظمة التجارة العالمية                       | 1995                         | 1995                 |
|             | المنظمة الأوروبية لسلامة الملاحة الجوية      | 1960                         | 1996                 |
|             | الاتحاد الأوروبي                             | 1973                         | 25 مارس 1957         |
|             | مجموعة الثماني                               | ?                            | ?                    |
|             | الوكالة الدولية للطاقة                       | ?                            | ?                    |
|             | حلف شمال الأطلسي                             | 4 أبريل 1949                 | 4 أبريل 1949         |
|             | مجموعة الموردين النوويين                     | ?                            | ?                    |
|             | يونسكو                                       | 4 نوفمبر 1946                | ?                    |
|             | مؤسسة التمويل الدولية                        | 20 يوليو 1956                | 27 ديسمبر 1956       |
|             | المركز الدولي لتسوية المنازعات الاستشارية    | 18 يناير 1967                | 28 أبريل 1971        |
|             | منظمة حظر الأسلحة الكيميائية                 | ?                            | ?                    |
|             | مؤسسة التنمية الدولية                        | 24 سبتمبر 1960               | 24 سبتمبر 1960       |
|             | مجموعة أستراليا                              | 1985                         | 1985                 |
|             | منظمة الأمن والتعاون في أوروبا               | 25 يونيو 1973                | 25 يونيو 1973        |
|             | نظام تحكم تكنولوجيا القذائف                  | 1987                         | 1987                 |
|             | وكالة ضمان الاستثمار متعدد الأطراف           | 12 أبريل 1988                | 29 أبريل 1988        |
|             | الاتحاد الدولي للاتصالات                     | 24 فبراير 1871               | 1866                 |
|             | منظمة الشرطة الجنائية الدولية                | ?                            | ?                    |
|             | البنك الدولي للإنشاء والتعمير                | 27 ديسمبر 1945               | 27 مارس 1947         |
|             | بنك التنمية الكاريبي ‏                        | ?                            | ?                    |
|             | مجلس أوروبا                                  | 5 مايو 1949                  | 5 مايو 1949          |
|             | المرصد الأوروبي الجنوبي                      | 2002                         | 1982                 |
|             | الاتحاد البريدي العالمي                      | ?                            | ?                    |
|             | Organisation for Joint Armament Cooperation ‏ | ?                            | ?                    |
|             | اتفاقية السماوات المفتوحة                    | ?                            | ?                    |
|             | الفريق المعني برصد الأرض                     | ?                            | ?                    |
|             | بنك التنمية الآسيوي                          | 1966                         | 1966                 |
|             | مركز تنسيق الحركة في أوروبا ‏                 | ?                            | ?                    |
|             | الأمم المتحدة                                | 24 أكتوبر 1945               | 14 ديسمبر 1955       |
|             | وكالة الفضاء الأوروبية                       | 28 مارس 1978                 | ?                    |
|             | المنظمة الهيدروغرافية الدولية                | ?                            | ?                    |
|             | البنك الإفريقي للتنمية                       | ?                            | ?                    |

## أعلام
هذه قائمة لبعض الشخصيات التي تربطها علاقات بالبلدين:
- آغا خان الرابع (13 ديسمبر 1936 – )
- ألفريد مولينا (ممثل بريطاني، 24 مايو 1953[37][38][39] – )
- إلياس كانيتي (25 يوليو 1905[40][41][42] – 14 أغسطس 1994[40][41][42])
- تيموثي دالتون (21 مارس 1944[43] – )
- جون جاليانو (مصمم أزياء من المملكة المتحدة، 28 نوفمبر 1960[44][45] – )
- دانتي جابرييل روزيتي (12 مايو 1828[46][47][48] – 9 أبريل 1882[47][48][49])
- سيدني سونينو (سياسي إيطالي، 11 مارس 1847[50][51][52] – 24 نوفمبر 1922[50][51][52])
- كرستوفر لي (27 مايو 1922[53][54][55] – 7 يونيو 2015[53][54][56])
- كريس ريا (4 مارس 1951[57][58] – )
- كريستينا روسيتي (شاعرة إنجليزية، 5 ديسمبر 1830[59][60][61] – 29 ديسمبر 1894[59][60][61])
- ليونا لويس (3 أبريل 1985[62][63] – )
- ناتالي ايمبروليا (4 فبراير 1975 – )

## وصلات خارجية
- موقع وزارة الخارجية البريطانية
- موقع وزارة الخارجية الإيطالية